# Laura Allred
Laura Allred es una humorista gráfica estadounidense. Inició en el mundo de la caricatura a finales de la década de 1990 con el título Dead Air. En 1992 inició la serie Madman, la cual un par de años más tarde sería publicada por la compañía Dark Horse. 
Ha trabajado para las compañías DC Comics, Marvel y Vertigo, destacándose de su obra series como X-Statix, iZombie, Madman, X-Ray Robot y Bowie: Polvo de estrellas, pistolas de rayos y fantasías de la era espacial

## Premios y nominaciones
- 1995: Mejor colorista en los Premios Wizard Fan
- 1998: Nominada a mejor colorista en los Premios Eisner, por Red Rocket 7
- 2000: Nominada a mejor colorista en los Premios Eisner, por Madman y Happydale: Devils in the Desert
- 2012: Mejor colorista en los Premios Eisner, por iZombie y Madman All-New Giant-Size Super-Ginchy Special[6]